# Ledipasvir
Ledipasvir là một loại thuốc để điều trị viêm gan C được phát triển bởi Gilead Science. Sau khi hoàn thành các thử nghiệm lâm sàng giai đoạn III, vào ngày 10 tháng 2 năm 2014, Gilead đã đệ trình phê duyệt của Hoa Kỳ cho một viên thuốc kết hợp liều cố định ledipasvir/sofosbuvir cho viêm gan kiểu gen 1C. Tác nhân can thiệp vào sao chép HCV và có thể được sử dụng để điều trị cho bệnh nhân có kiểu gen 1A hoặc 1B mà không có PEG-interferon hoặc ribavirin.
Ledipasvir là chất ức chế NS5A, một loại protein virus viêm gan C.
Dữ liệu được công bố tại Hội nghị lần thứ 20 về Retrovirus và Nhiễm trùng cơ hội vào tháng 3 năm 2013 cho thấy phác đồ ba thuốc sofosbuvir, ledipasvir và ribavirin tạo ra tỷ lệ đáp ứng siêu vi lâu dài sau điều trị 12 tuần (SVR12) lên đến 100% cho cả những bệnh nhân chưa từng điều trị và những người không đáp ứng với điều trị trước bị nhiễm HCV kiểu gen 1. Vào tháng 2 năm 2014, Gilead đã nộp đơn phê duyệt cho Cục quản lý Thực phẩm và Dược phẩm Hoa Kỳ (FDA) về phác đồ dùng riêng ledipasvir/sofosbuvir, không có interferon và ribavirin.
Vào ngày 10 tháng 10 năm 2014, FDA đã phê duyệt sản phẩm kết hợp ledipasvir /sofosbuvir có tên là Harvestoni. 

## Sử dụng trong y tế
Ledipasvir/sofosbuvir được dùng để điều trị ở bệnh nhân viêm gan C kiểu gen 1. Thuốc này đã được thử nghiệm và cho thấy hiệu quả ở những bệnh nhân chưa từng điều trị và đã từng điều trị.

## Tác dụng phụ
Theo các thử nghiệm lâm sàng, ledipasvir/sofosbuvir đã được dung nạp rất tốt với các tác dụng phụ phổ biến nhất là mệt mỏi và đau đầu.

## Tương tác
Hầu hết các tương tác thuốc với Harvoni liên quan đến Pgp-inducers như wort St. John hoặc rifampicin. Sử dụng đồng thời sẽ làm giảm nồng độ trong máu của Harvestoni và do đó, làm giảm tác dụng điều trị.

## Cơ chế hoạt động
Ledipasvir ức chế một loại phosphoprotein quan trọng của virus, NS5A, có liên quan đến sự nhân lên, lắp ráp và bài tiết của virus.
Sofosbuvir được chuyển hóa thành 2'-deoxy-2'-α-fluoro-β-C-methyluridine-5'-triphosphate (GS-461203), dạng có hoạt tính chống virus viêm gan C. GS-461203 cạnh tranh với uridine, kết thúc chuỗi RNA sớm và ức chế sao chép virus.

## Giá cả
Chi phí của Harvestoni là một chủ đề gây tranh cãi. Mỗi viên Harvestoni có giá $ 1,125 ở Mỹ, tương đương 63.000 đô la cho liệu trình điều trị 8 tuần, 94.500 đô la cho liệu trình điều trị 12 tuần hoặc 189.000 đô la cho liệu trình điều trị 24 tuần. Gilead biện minh cho giá cả bằng cách só sánh chi phí của việc chữa khỏi bệnh viêm gan C so với chi phí cảu việc ghép gan hoặc điều trị tạm thời các bệnh về gan. Gilead đã cung cấp một chương trình hỗ trợ giá của ledipasvir/sofosbuvir cho những bệnh nhân viêm gan C không đủ điều kiện tài chính hoặc được bảo hiểm chi trả ở mức thấp để họ tiếp cận với việc điều trị.
Vào tháng 7 năm 2015 Gilead đã sửa đổi các tiêu chí đủ điều kiện để nhận các hỗ trợ về giá cho bệnh nhân nhiễm HCV ở Hoa Kỳ.